# Бояна (резиденция)
Резиденция Бояна пренасочва насам.  За квартала вижте Резиденция Бояна (квартал).
Вижте пояснителната страница за други значения на Бояна.
Резиденция „Бояна“ е архитектурно-парков комплекс, служещ за официална резиденция на президента, вицепрезидента и правителството на Република България‎.
Намира се в столицата София, квартал „Бояна“, откъдето носи името си. Районът, с площ около 60 хектара, е под държавна охрана, с контролиран ограничен достъп за външни лица.

## Разположение
Резиденцията е разположена на 10 километра южно от центъра на София. Районът е ограден от следните улици (от север по часовниковата стрелка): Околовръстен път, ул. „Даскал Стоян Попандреев“, бул. „Александър Пушкин“, улиците „Симеон Радев“, „Габровница“, „Витошко лале“.

## История
Създадена е през 1974 година като представителен комплекс за Държавния съвет на НРБ. Мястото е избрано близо до 3 важни пътни артерии на столицата – булевардите „България“ (построен специално за бърза връзка с центъра на града), „Александър Пушкин“ и „Братя Бъкстон“, както и в съседство с Околовръстния път на столицата.
В конгресната зала на пленум на ЦК на БКП е взето историческото решение за снемане на Тодор Живков от партийните (после и държавни) постове на 10 ноември 1989 г.
Намира се в подножието на Витоша. Заобиколена е от обширен вътрешен парк с водни каскади, езера и редки видове растения. През района протича Перловска река, отделяща сегашната резиденция (Дом № 2) от останалата му част.

## Обекти
- Дом № 1 – най-представителната сграда, бивша резиденция на Държавния съвет, приютява Националния исторически музей от 1998 г.;
- Дом № 2 – настояща резиденция на президента и жилищно-хотелски комплекс, обслужващ държавното управление;
- домове №№ 3 ÷ 8 – вили и помощни сгради, обслужващи висши български институции[1].

В резиденцията са отсядали редица високопоставени гости, държавни и правителствени делегации. С оглед да облекчи разходите за издръжка комплексът понастоящем предлага настаняване в хотелската част на индивидуални гости и организирани групи. Разполага с конферентен център с различни по размер зали, най-голямата от които е със 150 места.
В източния край на парка е изграден спортно-тренировъчният комплекс със стадион и спортна зала на БФС, наречен Национална футболна база „Бояна“, обособен в зона с отделен достъп.